# 塩屋 (軽質油運搬艦)
塩屋（しおや）は、日本海軍の給油艦。軽質油運搬艦である足摺型給油艦の2番艦。艦名は福島県小名浜港の北東にある塩屋埼による。

## 艦歴
仮称艦名「第220号艦」。1941年（昭和16年）度マル臨計画2次計画により三菱重工業長崎造船所で建造され、1943年（昭和18年）11月9日に竣工。佐世保鎮守府籍となり、同日に連合艦隊付属となる。
「塩屋」の竣工後の行動は断片的にしか判明していないが、1944年（昭和19年）1月6日に、特務艦「足摺」、特設運送船（給油）「興川丸」（川崎汽船、10,043トン）とともに臨時M船団を編成し、「第36号哨戒艇」の護衛を得て高雄を出港。マニラまではヒ29船団と同行し、1月9日にマニラに到着後分離してタラカン島経由、1月15日にバリクパパンに到着する。
以後、バリクパパンとダバオ間の軽質油輸送などに従事。5月はほとんどの期間を「第30号掃海艇」とともに行動する。5月4日、「塩屋」はバリクパパンを出港し、5月6日にダバオに到着。補給の後5月9日にダバオを後にして、サンボアンガを経由し5月11日にセブに到着。5月14日にセブを出港してバリクパパンに向かうが、5月15日午後には潜水艦を発見し、これと交戦しようとした「第30号掃海艇」に対して攻撃制止の令を出してバリクパパンに急ぎ、5月16日に到着した。5月23日に「第30号掃海艇」の護衛で再びダバオへ向けて出港するが、翌5月24日に潜水艦の攻撃を受ける。「第30号掃海艇」および哨戒機とともに爆雷を投下して潜水艦を制圧した後、5月25日にダバオに到着した。
6月7日、「塩屋」はバリクパパンを出港するが、翌6月8日午後、北緯03度04分 東経124度02分 / 北緯3.067度 東経124.033度のセレベス海マナド北西方で、アメリカ潜水艦「ラッシャー」に発見された。「ラッシャー」は「塩屋」を浅間型練習艦、その護衛艦を天津風型駆逐艦（磯風型駆逐艦）と識別し、浅間型練習艦に対して魚雷を6本発射した。うち5本が命中したと判断され、「塩屋」はこの攻撃により沈没した。8月10日、除籍。

## 歴代艦長
艤装員長
1. （兼）木岡蟻志松　大佐：1943年10月27日[32] - 1943年11月1日[33]（本職：大瀬特務艦長）
2. 池内正方 大佐：1943年11月1日 - 11月9日[34]

特務艦長
1. 池内正方 大佐：1943年11月9日 - 1944年2月3日[8]
2. 佐藤述 大佐：1944年2月3日[8] - 1944年6月15日[35]

## 同型艦
- 足摺